# Nerine undulata
Nerine undulata är en amaryllisväxtart som först beskrevs av Carl von Linné, och fick sitt nu gällande namn av Herb.. Nerine undulata ingår i släktet Nerine och familjen amaryllisväxter. Inga underarter finns listade i Catalogue of Life.

## Bildgalleri

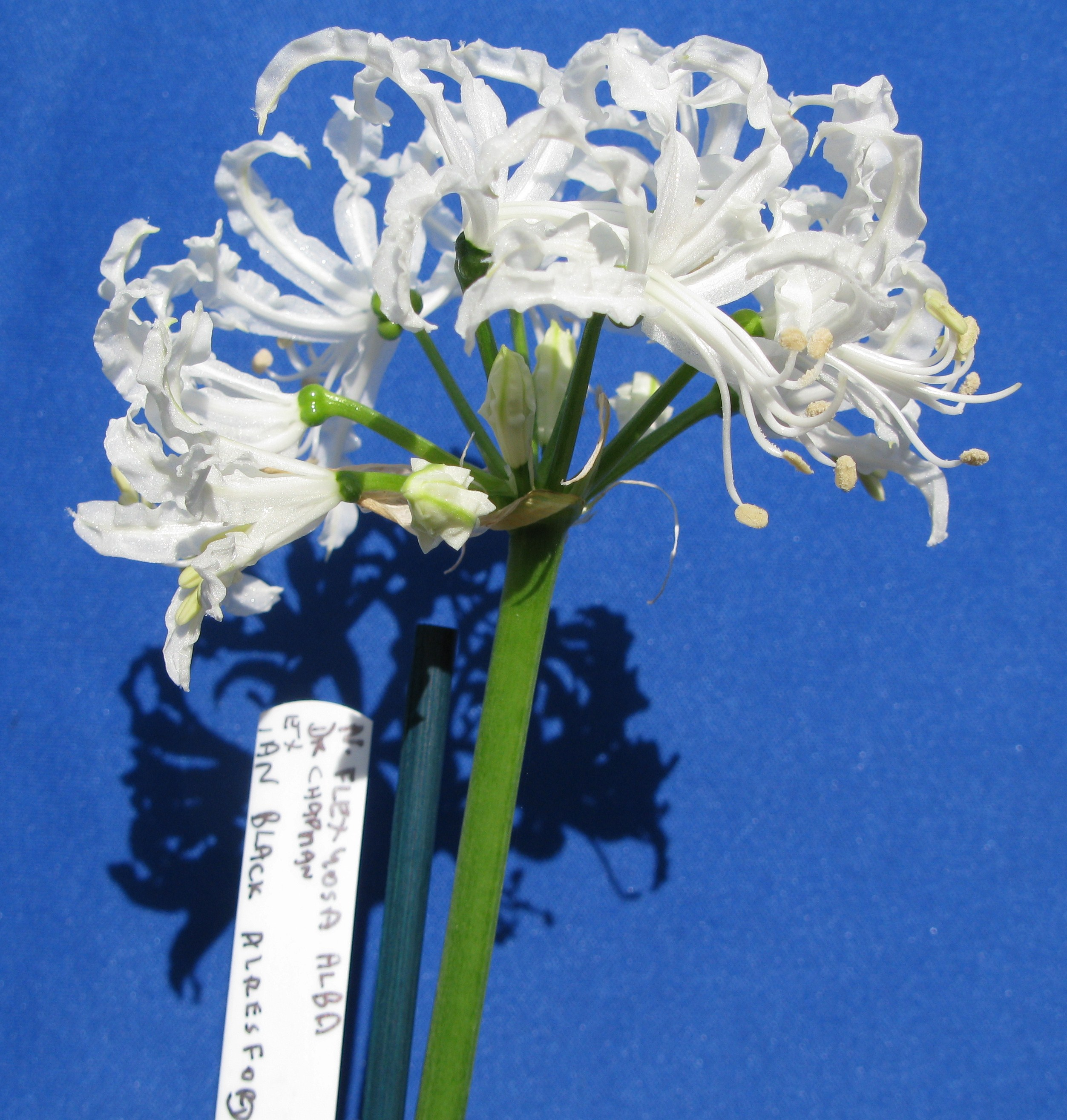
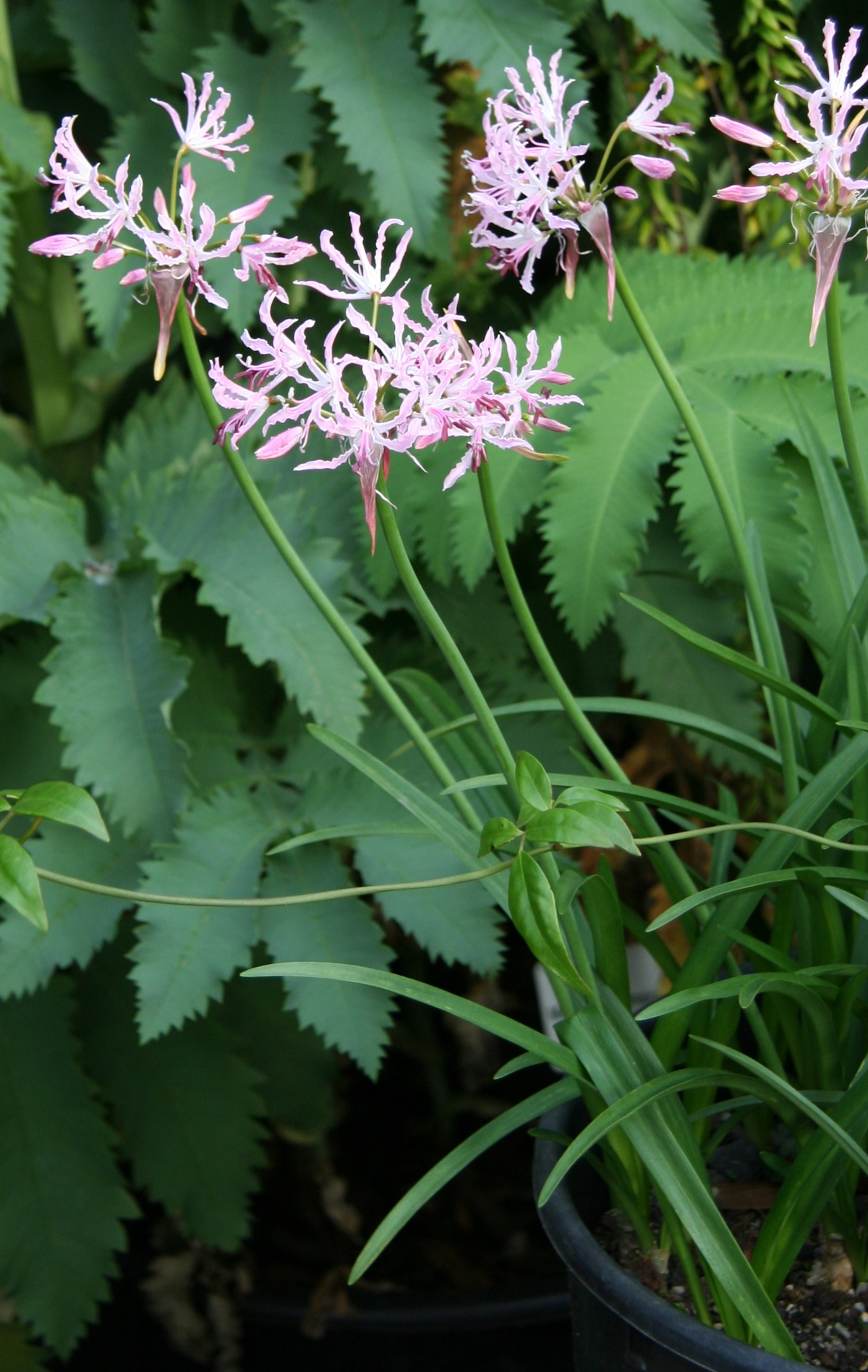
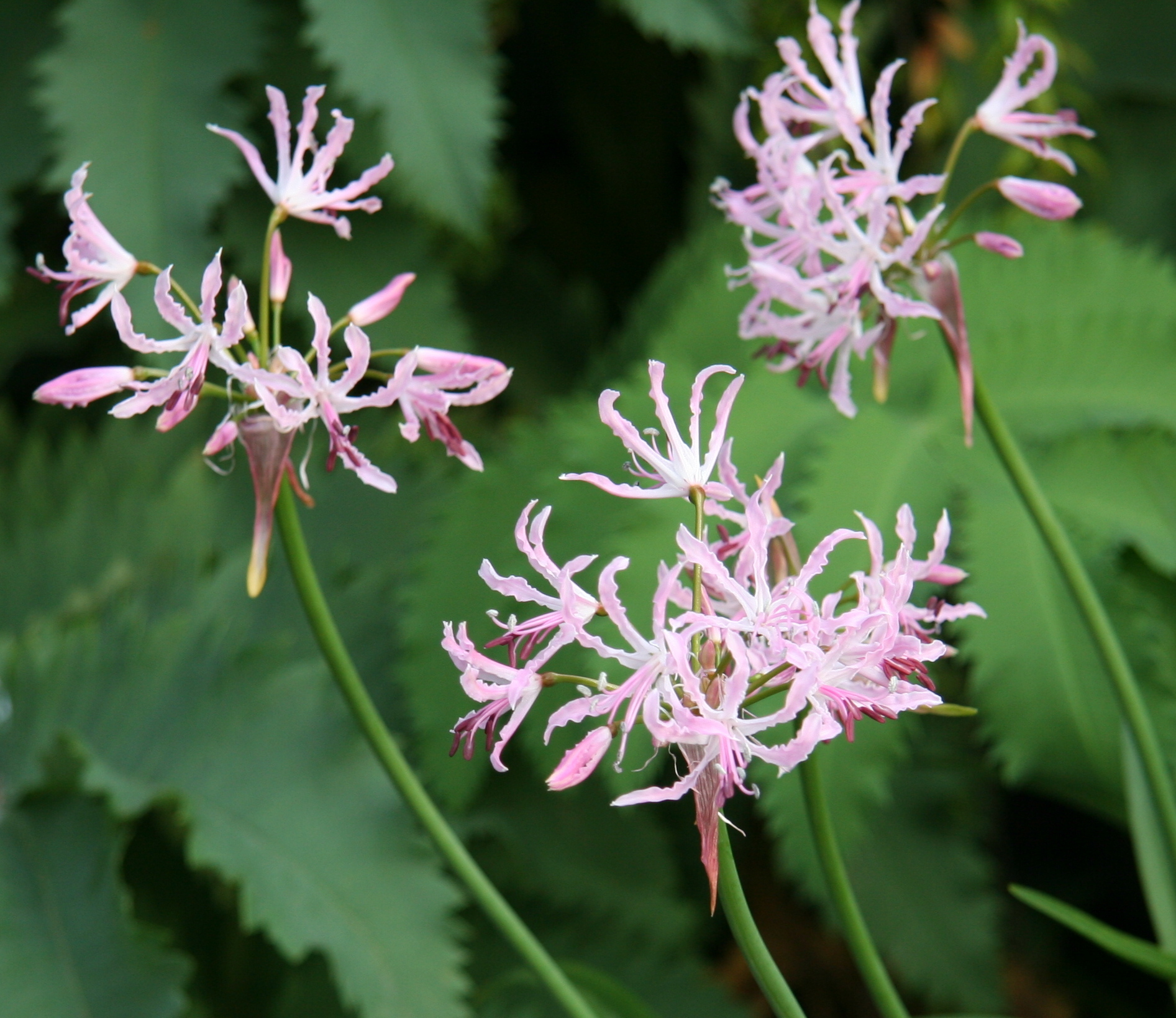
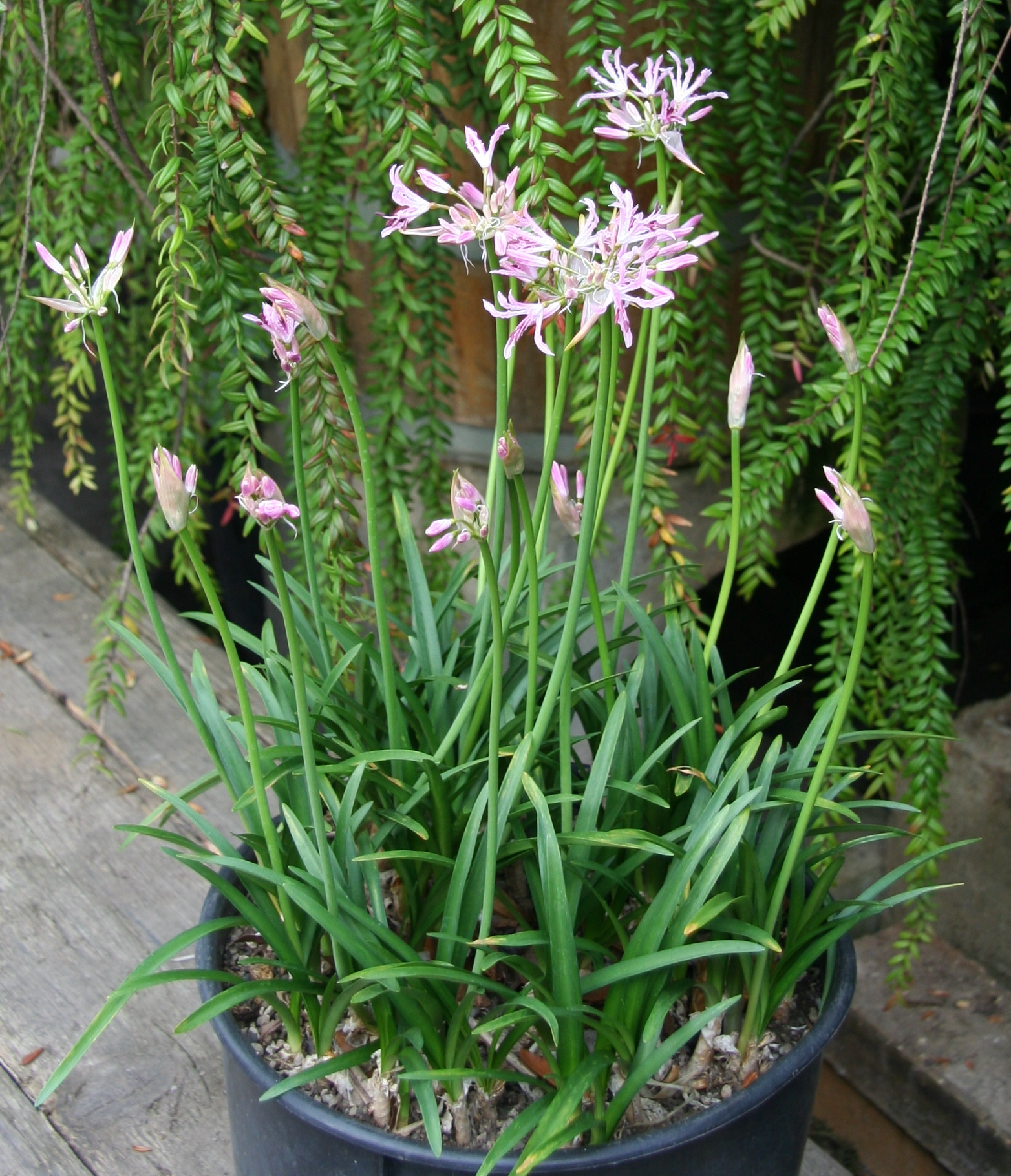